# Restaurant Frederikshøj
Restaurant Frederikshøj (tidligere Frederikshøj Kro) er en dansk restaurant, der ligger umiddelbart syd for Mindeparken i Aarhus. Den har siden juli 2022 haft to stjerner i Michelinguiden.

## Historie
I over 200 år har der været traktørvirksomhed fra adressen på Oddervej, hvor den fra starten var ejet af Marselisborg Slot.
I 2006 overtog Palle Enevoldsen driften af Frederikshøj og optog kokken Wassim Hallal som kompagnon i 2009.  I december 2011 trådte Enevoldsen ud af ejerskabet af restauranten, og Wassim Hallal fortsatte som køkkenchef og eneejer.
I 2011 blev Frederikshøj af Den danske Spiseguide kåret til årets bedste restaurant i Danmark.
26. februar 2015 gik en stor drøm i opfyldelse for Wassim Hallal, da Restaurant Frederikshøj blev tildelt én stjerne i Michelinguiden. Det er den siden blevet hvert år.

## Anerkendelse
- 2012 – årets restaurant i Danmark
- 2015 – én stjerne i Michelinguiden
- 2022 – to stjerner i Michelinguiden